# Palaeorhiza lieftincki
Palaeorhiza lieftincki är en biart som beskrevs av Hirashima 1975. Palaeorhiza lieftincki ingår i släktet Palaeorhiza och familjen korttungebin. Inga underarter finns listade i Catalogue of Life.